# Carrer Major (Vilanova de l'Aguda)
El Carrer Major és un carrer de Vilanova de l'Aguda (Noguera) inclòs a l'Inventari del Patrimoni Arquitectònic de Catalunya.

## Descripció
El carrer Major és el carrer principal que travessa longitudinalment el nucli antic de Vilanova de l'Aguda. Destaca, a l'extrem meridional del carrer, l'arc adovellat de mig punt o vella porta d'accés al sud que devia donar accés al recinte clos medieval. A mig carrer hi ha un passatge cobert, suportat per un arc apuntat al costat sud i un arc de mig punt, més estret que l'anterior, al costat septentrional. Damunt de l'antic embigat de fusta s'hi està aixecant una edificació en substitució de la preexistent. Sota d'aquesta mena de porxo s'accedeix a una casa amb una porta coronada per una llinda formada per un únic i gran carreu amb la data "1885" gravada, amb un gran rellotge al seu costat. Al costat mateix d'aquest element arquitectònic, hi ha l'antiga església parroquial de Sant Andreu i el seu campanar, utilitzat actualment per l'església de Santa Maria. Hi ha també la Casa de la Vila, recentment restaurada. Al extrem sud del carrer, on aquest fa una ziga-zaga, hi ha una casa a la que un gran arc carreuat de mig punt li fa de porxo i una altra zona del carrer coberta, a tocar del portal sud, amb cases que, sobre portents bigues de fusta, cobreixen el carrer.
Tot i que els seus orígens arrelen clarament en l'urbanisme medieval, la major part de les façanes de les cases que s'hi disposen a banda i banda són d'època moderna i contemporània.

## Història
Fins inicis del segle XXI era conegut com el carrer del Germà Joaquim Donato.